# Günter Walpuski
Günter Walpuski (* 23. Januar 1937 in Danzig) ist ein deutscher Erwachsenenbildner, Reserveoffizier, Kommunalpolitiker der SPD und Autor.

## Leben
Im Jahr 1957 legte Günter Walpuski in Lübeck die Abschlussprüfung des 8. Offiziersanwärter-Lehrgangs des Bundesgrenzschutzes ab und ist gegenwärtig Oberstleutnant der Reserve. Auf dem zweiten Bildungsweg legte er die Abiturprüfung ab. Er arbeitete als Studienleiter in der Erwachsenenbildung und studierte berufsbegleitend Politikwissenschaft, Soziologie und Erziehungswissenschaften.
Günter Walpuski engagierte sich zudem politisch: In den Jahren 1962 bis 1966 engagierte er sich in der Lübecker Bürgerschaft, 1969 gründete er einen SPD-Ortsverein und kandidierte zudem auf der Landesliste für den Bundestag, von 1971 bis 1981 leitete er den SPD-Ortsverein Gerbrunn und von 1986 bis 1989 den SPD-Ortsverein Höchberg.
Im Jahr 1973 veröffentlichte er das Buch „Verteidigung + Entspannung = Sicherheit“, das von der Bundesregierung in einer Auflage von 50.000 Stück angekauft und bundesweit an Lehrer verteilt wurde. Dies führte zu einer Anfrage des Abgeordneten Hermann P. Reiser im Rahmen einer Fragestunde.
Ab 1973 war Walpuski Direktor der Gesellschaft für Politische Bildung е.V. und deren Heimvolkshochschule Haus Frankenwarte in Würzburg. Später war er Akademiedirektor der Friedrich-Ebert-Stiftung in Würzburg. Von 1981 bis 1989 war Walpuski Vorsitzender des Arbeitskreises deutscher Bildungsstätten (AdB).
Anfang der 1990er Jahre ging er als Entwicklungshelfer nach China. In den Jahren 1992 bis 1996 leitete er das Koordinationsbüro der Friedrich-Ebert-Stiftung in den baltischen Staaten und betreute dann bis zu seiner Pensionierung Projekte in Pakistan sowie in Süd- und Zentralasien.
Walpuski ist verheiratet und hat zwei Kinder.

## Schriften
- Verteidigung + Entspannung = Sicherheit: Texte und Materialien zur Außen- und Sicherheitspolitik, Neue Gesellschaft, Bonn-Bad Godesberg 1973, fünf Auflagen bis 1984
- mit Dieter O. A. Wolf: Der „Militärisch-Industrielle Komplex“. In: Aus Politik und Zeitgeschichte. 28, B14, 1978, S. 23–38.
- mit Dieter O. A. Wolf: Einführung in die Sicherheitspolitik: ein Lehr- und Studienbuch, Oldenbourg, München/Wien 1979, ISBN 3-486-48721-3
- weitere Veröffentlichungen für die Bundeszentrale für politische Bildung (BpB).